# Ventura Monge Domínguez
Ventura Monge Domínguez (Madrid, 22 de juny de 1914 - Comunitat de Madrid, 15 de maig de 1937) va ser un militar espanyol que va participar en la Guerra Civil Espanyola.
Després del començament de la Guerra Civil, Monge es va incorporar a la 66a Brigada Mixta i va passar a manar des dels primers moments un Batalló de Milícies, participant en la Defensa de Madrid. Posteriorment aquesta unitat es fusionaria amb altres dos batallons i integraria 66a Brigada Mixta, que va passar a manar en substitució de tots els altres capitans accidentalment.
A partir de 1937, la 66a Brigada Mixta formava part de la 16a Divisió, Monge era un militant d'ideologia socialista, arribant a afiliar-se a la UGT, (PSOE). Durant la Guerra civil espanyola va tenir un paper destacat en l'organització i direcció de les milícies d'esquerra, i posteriorment va passar a manar diferents unitats de l'Exèrcit republicà, però sempre amb relació a la 66a Brigada Mixta. En menys d'un any va passar de manar d'una companyia a dirigir diversos batallons en una brigada mixta. Morirà després de lluitar durant la contesa civil amb el rang de capità d'infanteria.

## Biografia
Va néixer a Madrid en 1914. Sent peó de camp de professió a Madrid, aviat amb la intercessió del seu pare, antic veterà de la guerra del Marroc, als 11 anys és recomanat per a ingressar en l'exèrcit d'Espanya en 1925, on aviat arriba a ser corneta, iniciant així la seva activitat militar. Aviat es va convertir ràpidament en un bon estudiant a l'escola de suboficials d'infanteria en 1926., sortint amb rang de sergent en la fase final de la dictadura de Primo de Rivera.
Durant el seu període formatiu va formar part d'una brigada d'Infanteria com a oficial de la I Regió Militar s'especialitza en la reorganització i prestació del servei militar de les quintes.
Proclamada la República, per la seva condició i dedicació per a cursar estudis militars, on les assignatures es basaven en disciplina operacional-tàctica, instrucció i treball de caserna, història de l'art militar i de la guerra, llengües estrangeres i altres seccions de recerca científica, aconsegueix ràpidament els graus d'alferes i tinent.
Les reformes en l'exèrcit en els primers anys, que després creessin un fort malestar gremial, porten al fet que per la Llei Azaña s'arribi al tancament de les acadèmies militars, la qual cosa l'obliga al fet que com molts altres, realitzi els estudis d'oficial internament durant la república.
Amb altres militars republicans, es posiciona moralment del costat dels revoltats en la revolució d'octubre de 1934, que fracassa a causa de la decisiva i ferma posició del Govern. Va participar discretament en la Revolució de 1934, on va ser oficial de l'exèrcit..
En la fase inicial de la Guerra Civil Espanyola, Monge va tenir un paper molt destacat en l'organització de les milícies republicanes, alguns dels seus milicians van anar a parar al Cinquè Regiment en Madrid. El 20 de juliol de 1936 va assumir la prefectura d'un dels batallons que combatran en la defensa de Madrid del mes de Novembre i que formessin la 66a Brigada Mixta.
Abans de finalitzar el mes de juliol de 1936 va marxar a defensar la Comunitat de Madrid, combats en la Serra de Guadarrama, on va destacar pel seu lideratge. Allí la seva experiència tècnica i capacitat organitzativa van ser determinants per al seu ascens per mèrits de guerra. Va participar en posteriors combats a la vall del Tajo, Toledo, o després en la defensa d'un sector o de la ciutat durant la batalla de Madrid, al comandament de la una Brigada Mixta de l'EPR, (Exèrcit Popular de la República), i en el sud-oest de Madrid. Després de la militarització de noves unitats de voluntaris i cinquenes reactivades per a la creació de l'Exèrcit Popular de la República, es va convertir en el primer comandant accidental de la 66a Brigada Mixta de l'Exèrcit Popular,, Durant el transcurs de la guerra aconseguiria la graduació de capità de Milícies, màxim rang per als oficials professionals.
En 1937, després d'atacar Lister a les forces nacionals en la zona del Cerro de los Ángeles, reben la contraofensiva a la batalla del Jarama, on una sèrie de forces que formessin la divisió C, en la qual es trobava la 66a brigada mixta al comandament generalitzat de Líster que va ser un dels oficials encarregats de contenir l'embranzida enemiga, que amenaçava amb tallar Madrid de la zona republicana, es va aconseguir contenir l'avanç en aquell sector.
Va adquirir notorietat en ser encarregat dels tamponaments de les bretxes que es formaven en la fugida d'unitats republicans entre la lluita dels olivars per la cavalleria nacional, mantenint sempre que podia les mateixes posicions encomanades, convertint-se la seva en una selecta unitat republicana, encarregada de suportar els pitjors combats, durant l'operació de la batalles de Guadalajara, les Brigades del front se separaven en un batalló especialitzat en una posició, entrenat per a operacions de les línies pròximes al capdavant i que ajudés en les operacions de ruptura o defensa a ultrança per a les quals era requerit habitualment. L'avanç de la batalla del Jarama, li va permetre ocupar la muntanya Pingarrón i capturar a l'enemic en la zona, van ser dirigits pel major Martín Parapar. Posteriorment es va qüestionar al cap Líster (així com el d'un altre cap militar de la República, Juan Modesto) per buscar per a si les posicions més favorables en els fronts mentre es posava en serioses dificultats a altres unitats, i especialment a les novençanes brigades internacionals, donant temps a les tropes revoltades de reforçar els seus defenses i rebutjar reeixidament els atacs republicans, com va succeir més tard.
En 1937, la 66a brigada mixta es trobava formada obligatòriament per milicians de la CNT i altres forces sindicals afins a la república, totes elles d'ideologia d'esquerra, la qual cosa provocava algunes tibantors i desobediències en el front. Pels excepcionals serveis prestats en la defensa de Madrid, el tinent Monge va ser ascendit a capità i torna del front amb altres comandaments militars a la rereguarda en Loeches on són rellevats i reorganitzen les unitats infringides. Una vegada allí i mentre està reoganitzant-se la 66a brigada mixta es desenvolupa l'atac feixista sobre la vall del Jarama, Morata de Tajuña i Arganda, aviat és novament mobilitzada la unitat quedant de reserva a les ordres supremes del general Miaja i de Vicente Rojo que s'encarreguen del desenvolupament de les operacions.
En maig del mateix any i després de sofrir les noves envestides en la lluita pel setge de la capital, mor amb les seves forces de xoc, resistint amb èxit durant més de dos mesos el pes dels atacs franquistes en aquell front, sense tot just relleu i mantenint la seva trinxera en primera línia tractant que abandonin la idea d'arribar a passar el riu Jarama a l'altura del pont d'Arganda. Finalment després de sofrir greus pèrdues humanes i de material, les tropes nacionals desisteixen de mantenir forts atacs en la zona i mantenen la posició, així com inicien parlaments per a intercanviar-se productes en el mateix camp de batalla.
Finalment, Ventura Monge va morir en els camps de Morata en un dels últims espertenecs de la lluita per Madrid, el 15 de maig de 1937, en els dies en què la lluita per la conquesta per Madrid ja havia acabat en desistir els nacionals per sofrir un fort desgast de tropes i materials. No va poder acudir a les noces de la seva germana, a la qual estava convidat, amb el seu cunyat Santiago Cerezo, Guàrdia Nacional Republicà que al poc temps aconseguia el grau d'oficial. En 1943 va morir de pena la seva mare Eugenia, obsessionada i torturada al no acceptar la perduda del seu estimat fill gran, així com la desaparició en postguerra dels seus dos nets que portaven el seu mateix nom, nascuts en 1938 i 1941.